# Ульсан (станция)
«Ульсан (Тхондоса)» (кор. 울산 (통도사)) — железнодорожная станция Корейских железных дорог на высокоскоростной железнодорожной линии Кёнбу. Расположена в уезде Ульчу-гун города-метрополии Ульсан, Республика Корея. Станция была открыта 1 ноября 2010 года.